# Спутник филателиста и бониста
«Спу́тник филатели́ста и бони́ста» — справочная записная книжка-календарь на 1924—1925 годы, изданная в Москве (СССР) в 1924 году. Редактор и издатель — Уполномоченный по филателии и бонам в СССР Ф. Чучин.

## Выходные данные
«Спутник филателиста и бониста» был выпущен Издательством Уполномоченного по филателии и бонам в СССР в 1924 году объёмом 656 страниц. На фронтисписе книги помещён портрет В. И. Ульянова-Ленина. Тираж — 2 тыс. экземпляров. Размер книги — 112 × 176 мм.

## Содержание
Как отмечалось в предисловии, «настоящее издание является первой попыткой на русском языке дать необходимое пособие и руководство при составлении коллекций марок и денежных знаков». В книге были изложены 26 заповедей филателиста, первая из которых гласила: «Поставь себе определённую цель, например, собирать Россию, Европу…».
Книга содержала календарный, политический, официальный, научный разделы, краткий филателистический глоссарий на русском, немецком, французском и английском языках, а также список адресов советских филателистических и бонистических организаций, периферийных обществ филателистов и бонистов, список членов Всероссийского общества филателистов.
В календарном разделе приведены описания многих исторических и общественных событий.
В политическом разделе приведены сведения о международном рабочем движении, о национальных социалистических партиях, о Коминтерне, о В. И. Ленине, а также полный текст Конституции СССР 1924 года.
Официальный раздел содержит: полный текст Постановления ВЦИК и СНК по филателии от 21 сентября 1922 года, инструкцию о порядке заграничного обмена, Положение об экспортном бюро Уполномоченного по филателии и бонам в СССР, первый устав Всероссийского общества филателистов.
В научном разделе напечатано руководство по коллекционированию марок, а также статья о земской почте вместе со списком всех уездных земских управ, выпустивших свои марки.

## Другие издания
В 1964 году в СССР появилась книга под названием «Спутник филателиста» латышского автора-коллекционера Я. Озолиня. В книге в популярной форме были освещены история возникновения почтовой связи и появления первых почтовых марок, основные вехи развития филателии, виды почтовых знаков, методы отбора марок и виды коллекций.
В 1970-х годах под тем же названием и под эгидой Всесоюзного общества филателистов выходил другой популярный среди коллекционеров справочник, выдержавший три издания (в 1971, 1974 и 1979 годах). Его авторами были М. П. Соколов, Л. М. Ниселевич и А. М. Смыслов. Книга содержала разнообразные сведения по филателии, полезные как начинающим, так и опытным коллекционерам, краткие справки о почтовой марке, её разновидностях и классификации, о способах печатания марок, о штемпелях, цельных и целых вещах. Кроме того, был приведён краткий словарь филателистических терминов на нескольких языках и даны другие справочные сведения для любителей марок.